# 山極勝三郎
山極 勝三郎（やまぎわ かつさぶろう、1863年4月10日（文久3年2月23日） - 1930年（昭和5年）3月2日）は、日本の病理学者。人工癌研究のパイオニアとして知られる。

## 経歴

山極勝三郎の胸像
（長野県上田市上田城跡公園）
清水多嘉示製作

信濃国上田城下（現在の長野県上田市）に上田藩士の山本政策（まさつね）の三男として生まれる。後に同郷の医師である山極吉哉の養子となり、ドイツ語を学びつつ医師を目指した。1880年に東京大学予備門、1885年には東京大学医学部（のちの東京帝国大学医学部）に入学し、二位で卒業する。1891年に東京帝大医学部助教授となる。1892年からドイツに留学し、コッホ、フィルヒョウに師事。帰国後の1895年に東京帝大医学部教授に就任。専門は病理解剖学。特に癌研究では日本の第一人者であった。1899年には肺結核を患うものの療養を続けながら研究を行う。1915年には世界ではじめて化学物質による人工癌の発生に成功。1919年に帝国学士院賞を受賞。1923年には帝大を定年退官。1928年にドイツからノルドホフ・ユング賞を受賞。1930年、肺炎で逝去する。墓所は谷中霊園。
三男に帯広畜産大学学長・北大元教授の山極三郎がいる。三郎は北大農学部比較病理学教室で、東大における勝三郎の助手（正確には北大院から東大に内地留学させられた特別研究生）で、勝三郎と学士院賞を共同受賞していた市川厚一に学び、市川のポストを継ぐ。外孫に作曲家の別宮貞雄、英文学者で上智大学教授の別宮貞徳がいる。また京都大学総長の山極寿一は遠縁にあたる。

## 研究について
彼は人工癌の研究以前に胃癌の発生、および肝臓細胞癌についての研究を行っていた。そこで彼は「環境がガン細胞を作る」と言い、特定の癌化する細胞があるのではないと述べている。
当時、癌の発生原因は不明であり、主たる説に「刺激説」「素因説」などが存在していた。山極は煙突掃除夫に皮膚癌の罹患が多いことに着目して刺激説を採り、実験を開始する。その実験はひたすらウサギの耳にコールタールを塗擦（塗布ではない）し続けるという地道なもので、山極は、助手の市川厚一と共に、実に3年以上に渡って反復実験を行い、1915年にはついに人工癌の発生に成功する。
これはコールタールを扱う職人の手、顔、頭などに癌を生じる事があるという既知の臨床学的事実に基づくものであり、すでに多くの学者が失敗していたものであった。小さな腫瘍的なものを生じても、悪性のものは作れなかったのである。しかし、彼は信念を持って継続し、とうとうこの発見にたどり着いた。なお、彼が成功した原因としては、モデル生物として兎を選んだ点も上げられる。ラットでは同様の方法での癌発生率はきわめて低いことが知られている。
彼はこの後に癌の免疫に関する研究に方向を変え、そちらでは大きな成果を上げることは出来なかった。

## 幻のノーベル賞
1920年代において、山極による人工癌の発生に先駆けて、デンマークのヨハネス・フィビゲルが寄生虫による人工癌発生に成功したとされていた。当時からフィビゲルの研究は一般的なものではなく、山極の研究こそが癌研究の発展に貢献するものではないかという意見が存在していたにもかかわらず、1926年にはフィビゲルにノーベル生理学・医学賞が与えられた。
しかし1952年アメリカのヒッチコックとベルは、フィビゲルの観察した病変はビタミンA欠乏症のラットに寄生虫が感染した際に起こる変化であり、癌ではないことを証明した。フィビゲルの残した標本を再検討しても、癌と呼べるものではなく、彼の診断基準自体に誤りがあったことが判明した。現在、人工癌の発生、それによる癌の研究は山極の業績に拠るといえる。
山極は1925年、1926年、1928年と没後の1936年の4度、ノーベル生理学・医学賞にノミネートされている。1925年と1936年は日本人からの推薦のみであったが、1926年と1928年はいずれも海外からで、フィビゲルとの連名での推薦であった。
この中で最も受賞の可能性が高かったのは、フィビゲルが受賞した1926年である。ノーベル財団所蔵の資料によると、同年の選考過程は以下のようなものであった。
ノーベル委員会は、フォルケ・ヘンシェン（Folke Henschen、1881 - 1977）とヒルディング・バーグストランド（Hilding Bergstrand、1886 - 1967）の2人のスウェーデン人医学者に、フィビゲルと山極についての審査を依頼した。ヘンシェンは過去にフィビゲルを推薦したことがあり、当初作成した報告書ではフィビゲルと山極の両方に高い評価を与え、「人工癌はノーベル賞に値し、もし寄生虫による発見者であるフィビゲルと、タールによる発見者である山極の両名で賞を分けるとすればそれは当然である」と述べた。バーグストランドは人工癌の意義は認めたものの、すでに知られていた煙突清掃員や放射線科医の職業癌（煙突掃除人癌も参照）を例に出し、それらの事実を追認したに過ぎず、癌の起源に関しては少しも新たな事実に光を当てていないとした。彼は新しい知識や手法の価値は、長期間にわたる臨床的な事実による知見でのみ実験的に確認されると考えていた。バーグストランドはオットー・ワールブルク（1931年受賞）による癌組織の嫌気性代謝に関する研究（ワールブルク効果も参照）の方が将来の癌研究には重要であるという立場から、フィビゲルと山極の人工癌の研究はノーベル賞には値しないと結論づけた。一方で、バーグストランドはバクテリオファージ研究者のフェリックス・デレーユを強く推薦し、この点を巡ってもデレーユの研究の独創性を疑問視するヘンシェンとの間で対立した。ノーベル委員会はデレーユについて別の専門家に助言を依頼し、ヘンシェンの意見が認められた。しかし、バーグストランドが人工癌への授賞に反対していたため、ヘンシェンは「フィビゲルは山極が科学界に入ってくる以前に、発見の根拠となる素晴らしいアイディアを持っていた」として、共同受賞という当初の意見を変更し、フィビゲルについてのみ受賞に賛成する新たな報告書をノーベル委員会に提出した。これらを受けてノーベル委員会は受賞者を決定した。
ヘンシェンは、1966年10月に東京で開かれた国際癌会議の際に行った講演で「私はノーベル医学賞を山極博士に贈ることを強力に提唱したものです。不幸にして力足らず、実現しなかったことは日本国民のみなさんに申しわけがない」と述べた。また、選考委員会が開かれた際に「東洋人にはノーベル賞は早すぎる」という発言や、同様の議論が堂々と為されていたことも明かしている。「東洋人」を理由とする意見はほかにもあるが、科学ジャーナリストの馬場錬成はその著書『ノーベル賞の100年』（中公新書）の中で、3回にわたるノーベル財団への取材経験から、ノーベル賞選考における日本人差別は「100パーセントないだろう」と指摘している。前記の選考過程を検証した文書An analysis of a Wrong Nobel Prize - Johannes Fibiger,1926:A Study in the Nobel Archivesにおいても、人種的な差別については言及されていない。

## 栄典・授章・授賞
位階
- 1891年（明治24年）12月21日 - 正八位[12]
- 1895年（明治28年）6月 - 従七位
- 1896年（明治29年）1月 - 正七位
- 1898年（明治31年）3月 - 従六位
- 1900年（明治33年）2月 - 正六位
- 1902年（明治35年）4月 - 従五位
- 1904年（明治37年）10月 - 正五位
- 1910年（明治43年）1月31日 - 従四位[13]
- 1915年（大正4年）3月 - 正四位
- 1920年（大正9年）6月21日 - 従三位[14]
- 1923年（大正12年）10月10日 - 正三位[15]

勲章等
- 1899年（明治32年） - 勲五等双光旭日章
- 1905年（明治38年）6月24日 - 勲四等瑞宝章[16]
- 1909年（明治42年）6月 - 勲三等瑞宝章
- 1916年（大正5年）7月29日 - 勲二等瑞宝章[17]
- 1930年（昭和5年）3月2日 - 勲一等瑞宝章

## 詩作
彼は短歌や発句をたしなみ、出身地の千曲川にちなんで曲川という号を持っていた。作品集に「曲川句集」があり、そこには以下のような人工癌に関する句も含まれている。
- 癌出来つ 意気昂然と 二歩三歩
- 兎耳見せつ 鼻高々と 市川氏

人工癌を確認した際に詠んだ句。
- ひとはいざ如何に見んとも我等のは 古今未曾有の兎耳の癌なり
- 転移なく移植ならねどなにかせん 組織増あり破壊性あり

当初に広く認められず、癌ではないとの意見も出たことに対する反発を詠んだもの。
- その後に 二わの兎に転移出来
- この次に 移植のなるは無論なり

癌であることの確認と、その後の予想を詠んだ句。それも確認された。